# Vacquerie-le-Boucq
Vacquerie-le-Boucq là một xã ở tỉnh Pas-de-Calais, vùng Hauts-de-France của Pháp.

## Địa lý
Vacquerie-le-Boucq tọa lạc 29 dặm (46,7 km) phía tây Arras, tại giao lộ của các tuyến đường D941 và D115.

## Dân số
| 1962                                                         | 1968 | 1975 | 1982 | 1990 | 1999 | 2006 |
| ------------------------------------------------------------ | ---- | ---- | ---- | ---- | ---- | ---- |
| 120                                                          | 130  | 116  | 109  | 119  | 95   | 89   |
| Số liệu điều tra dân số từ năm 1962: Dân số không tính trùng |      |      |      |      |      |      |

## Địa điểm nổi bật
- Nhà thờ Notre-Dame, thế kỷ 18.